# Challenge Cup 2012
Der Challenge Cup 2012 (aus Sponsoringgründen auch als Carnegie Challenge Cup 2012 bezeichnet) war die 111. Ausgabe des jährlichen Rugby-League-Turniers Challenge Cup. Im Finale gewannen die Warrington Wolves gegen die Leeds Rhinos mit 35:18 und gewannen damit das Turnier zum 8. Mal.

## Vorrunde
An der Vorrunde nahmen 44 Mannschaften teil. Von den englischen Mannschaften waren 22 Mannschaften aus der NCL Division 1 und 2, 5 waren regionale Ligengewinner und die restlichen 4 waren die Gewinner der Lancashire und Yorkshire County Cups, eine Mannschaft aus der Cumberland ARL und die britische Polizei. Die restlichen Mannschaften waren der schottische Meister, eine walisische Mannschaft, 4 Mannschaften aus der Rugby League Conference National 2011, 6 Studentenmannschaften und eine Mannschaft aus der North West League. Die Auslosung der Vorrunde und der ersten Runde fand am 19. Dezember 2011 statt, die Spiele fanden vom 4. bis zum 19. Februar statt.
| w.o. | Sharlston Rovers | 1:0 | Edge Hill University | Weeland Road |
| w.o. |                  |     |                      | Weeland Road |

| w.o. | Shaw Cross Sharks | 1:0 | Valley Cougars | Paul Hinchcliffe Memorial Ground |
| w.o. |                   |     |                | Paul Hinchcliffe Memorial Ground |

| 4. Februar | Leeds Beckett University | 15 : 14 | Ovenden RLFC | Milford Sports Club |
| 4. Februar |                          |         |              | Milford Sports Club |

| 11. Februar | Egremont Rangers | 22 : 16 | Bank Quay Bulls | Gillfoot Park |
| 11. Februar |                  |         |                 | Gillfoot Park |

| 11. Februar | Kells | 20 : 14 | Widnes West Bank | Old Arrowthwaite |
| 11. Februar |       |         |                  | Old Arrowthwaite |

| 11. Februar | Seaton Rangers | 8 : 24 | Huddersfield Underbank Rangers | Station Yard |
| 11. Februar |                |        |                                | Station Yard |

| 12. Februar | Blackbrook Royals | 18 : 8 | Eccles and Salford Juniors | Recreation Ground, St Helens |
| 12. Februar |                   |        |                            | Recreation Ground, St Helens |

| 12. Februar | Millom | 20 : 10 | British Police | Coronation Field |
| 12. Februar |        |         |                | Coronation Field |

| 12. Februar | Wigan St Cuthberts | 24 : 18 | Northumbria University | Montrose Avenue, Wigan |
| 12. Februar |                    |         |                        | Montrose Avenue, Wigan |

| 15. Februar | Normanton Knights | 32 : 30 | Millford Marlins | Queen Elizbaeth Drive |
| 15. Februar |                   |         |                  | Queen Elizbaeth Drive |

| 15. Februar | Lock Lane | 24 : 18 | Elland | Lock Lane Sports Centre, Castleford |
| 15. Februar |           |         |        | Lock Lane Sports Centre, Castleford |

| 18. Februar | Loughborough University | 22 : 50 | Hunslet Warriors | Holywell Park |
| 18. Februar |                         |         |                  | Holywell Park |

| 18. Februar | Bradford Dudley Hill | 38 : 0 | Castleford Panthers | Neil Hunt Memorial Ground |
| 18. Februar |                      |        |                     | Neil Hunt Memorial Ground |

| 18. Februar | Warrington Wizards | 18 : 28 | East Leeds | Wilderspool Stadium |
| 18. Februar |                    |         |            | Wilderspool Stadium |

| 18. Februar | York Acorn | 42 : 4 | Norland Sharks | Acorn Sports and Social Club |
| 18. Februar |            |        |                | Acorn Sports and Social Club |

| 18. Februar | Oldham St Annes | 40 : 4 | Bentley Good Companions | Higginshaw Road |
| 18. Februar |                 |        |                         | Higginshaw Road |

| 18. Februar | Featherstone Lions | 14 : 22 | Askam | Mill Pond Stadium |
| 18. Februar |                    |         |       | Mill Pond Stadium |

| 18. Februar | Rochdale Mayfield | 14 : 33 | University of Gloucestershire | Mayfield Sports Arena |
| 18. Februar |                   |         |                               | Mayfield Sports Arena |

| 18. Februar | Eastmoor Dragons | 22 : 16 | Wigan St Judes | King George V Playing Arena |
| 18. Februar |                  |         |                | King George V Playing Arena |

| 18. Februar | Nottingham Outlaws | 0 : 50 | Hunslet Old Boys | Harvey Hadden Stadium |
| 18. Februar |                    |        |                  | Harvey Hadden Stadium |

| 19. Februar | Stanley Rangers | 60 : 22 | Edinburgh Eagles | Stanley Sports and Social Club |
| 19. Februar |                 |         |                  | Stanley Sports and Social Club |

| 19. Februar | University of Hull | 10 : 68 | Waterhead | Cottingham Road |
| 19. Februar |                    |         |           | Cottingham Road |

## Erste Runde
In der ersten Runde traten die Gewinner der Vorrunde gegeneinander an. Die Spiele fanden am 18. und 25. Februar statt.
| 18. Februar | Egremont Rangers | 30 : 6 | Leeds Beckett University | Gillfoot Park |
| 18. Februar |                  |        |                          | Gillfoot Park |

| 18. Februar | Castleford Lock Lane | 24 : 32 | Sharlston Rovers | Lock Lane Sports Centre, Castleford |
| 18. Februar |                      |         |                  | Lock Lane Sports Centre, Castleford |

| 25. Februar | Wigan St Cuthberts | 46 : 22 | Eastmoor Dragons | Montrose Avenue, Wigan |
| 25. Februar |                    |         |                  | Montrose Avenue, Wigan |

| 25. Februar | Shaw Cross Sharks | 10 : 18 | York Acorn | Paul Hinchcliffe Memorial Ground |
| 25. Februar |                   |         |            | Paul Hinchcliffe Memorial Ground |

| 25. Februar | Hunslet Warriors | 32 : 8 | Oldham St Annes | The Oval |
| 25. Februar |                  |        |                 | The Oval |

| 25. Februar | Hunslet Old Boys | 26 : 14 | Waterhead | Hillidge Road |
| 25. Februar |                  |         |           | Hillidge Road |

| 25. Februar | Huddersfield Underbank Rangers | 48 : 10 | Stanley Rangers | The Cross Grounds |
| 25. Februar |                                |         |                 | The Cross Grounds |

| 25. Februar | Blackbrook Royals | 24 : 20 n. V. | East Leeds | Recreation Ground, St Helens |
| 25. Februar |                   |               |            | Recreation Ground, St Helens |

| 25. Februar | Millom | 36 : 8 | University of Gloucestershire | Coronation Field |
| 25. Februar |        |        |                               | Coronation Field |

| 25. Februar | Kells | 34 : 12 | Normanton Knights | Old Arrowthwaite |
| 25. Februar |       |         |                   | Old Arrowthwaite |

| 25. Februar | Bradford Dudley Hill | 52 : 12 | Askam | Neil Hunt Memorial Ground |
| 25. Februar |                      |         |       | Neil Hunt Memorial Ground |

## Zweite Runde
In der zweiten Runde kamen zu den Gewinnern der ersten Runde 14 Mannschaften aus der National Conference League, die British Army, die Royal Air Force und die Royal Navy hinzu.
Die Auslosung der Spiele fand am 27. Februar an Bord des Flugzeugträgers HMS Illustrious durch Captain Martin Connell und Steve McNamara, den Trainer der englischen Nationalmannschaft statt. Die Spiele fanden am 10. und 11. März statt.
| 10. März | East Hull | 32 : 14 | Royal Air Force | Rosemead Sports Centre |
| 10. März |           |         |                 | Rosemead Sports Centre |

| 10. März | Egremont Rangers | 32 : 22 | Ince Rose Bridge | Gillfoot Park |
| 10. März |                  |         |                  | Gillfoot Park |

| 10. März | Siddal | 62 : 12 | West Hull | Siddal Sports & Community Centre |
| 10. März |        |         |           | Siddal Sports & Community Centre |

| 10. März | Hull Dockers | 30 : 21 | Kells | The Willows Sports & Social Club |
| 10. März |              |         |       | The Willows Sports & Social Club |

| 10. März | Royal Navy | 32 : 24 | Leigh Miners Rangers | United Services Sport Ground |
| 10. März |            |         |                      | United Services Sport Ground |

| 10. März | Thatto Heath Crusaders | 32 : 10 | Millom | Hattons Solicitors Crusader Park |
| 10. März |                        |         |        | Hattons Solicitors Crusader Park |

| 10. März | York Acorn | 26 : 10 | Skirlaugh | Acorn Sports & Social Club |
| 10. März |            |         |           | Acorn Sports & Social Club |

| 10. März | Hunslet Old Boys | 16 : 12 | Blackbrook Royals | The Hunslet Club |
| 10. März |                  |         |                   | The Hunslet Club |

| 10. März | Sharlston Rovers | 20 : 19 | Wigan St Cuthberts | Sharlston ARLFC |
| 10. März |                  |         |                    | Sharlston ARLFC |

| 10. März | Hunslet Warriors | 30 : 0 | Wigan St Patricks | The Oval |
| 10. März |                  |        |                   | The Oval |

| 10. März | Oulton Raiders | 19 : 5 | British Army | Oulton & Woodlesford Sports & Social Club |
| 10. März |                |        |              | Oulton & Woodlesford Sports & Social Club |

| 10. März | Saddleworth Rangers | 18 : 36 | Myton Warriors | Shaw Hall Bank Road |
| 10. März |                     |         |                | Shaw Hall Bank Road |

| 10. März | Leigh East | 6 : 16 | Bradford Dudley Hill | Leigh East ARLFC |
| 10. März |            |        |                      | Leigh East ARLFC |

| 11. März | Huddersfield Underbank Rangers | 10 : 24 | Wath Brow Hornets | The Cross Grounds |
| 11. März |                                |         |                   | The Cross Grounds |

## Dritte Runde
In der dritten Runde kamen zu den Gewinnern der zweiten Runde Mannschaften aus der Co-operative Championship und die französischen Vereine Toulouse Olympique und Lézignan Sangliers hinzu.
Die Auslosung der Spiele fand am 13. März durch Sol Roper und Rob Purdham statt. Die Spiele fanden zwischen dem 23. und dem 25. März statt.
| 23. März | Egremont Rangers | 14 : 22 | Oldham Roughyeds | Recreation Ground, Whitehaven Zuschauer: 468 |
| 23. März |                  |         |                  | Recreation Ground, Whitehaven Zuschauer: 468 |

| 24. März | Doncaster | 57 : 10 | Sharlston Rovers | Keepmoat Stadium, Doncaster |
| 24. März |           |         |                  | Keepmoat Stadium, Doncaster |

| 24. März | Gateshead Thunder | 28 : 10 | York Acorn | Gateshead International Stadium, Gateshead Zuschauer: 179 |
| 24. März |                   |         |            | Gateshead International Stadium, Gateshead Zuschauer: 179 |

| 24. März | London Skolars | 26 : 43 | Leigh Centurions | New River Stadium, London Zuschauer: 367 |
| 24. März |                |         |                  | New River Stadium, London Zuschauer: 367 |

| 24. März | Oulton Raiders | 8 : 58 | Sheffield Eagles | Belle Vue, Wakefield Zuschauer: 1.020 |
| 24. März |                |        |                  | Belle Vue, Wakefield Zuschauer: 1.020 |

| 24. März | Wath Brow Hornets | 22 : 24 | South Wales Scorpions | Recreation Ground, Whitehaven |
| 24. März |                   |         |                       | Recreation Ground, Whitehaven |

| 24. März | North Wales Crusaders | 28 : 10 | Toulouse Olympique | Racecourse Ground, Wrexham Zuschauer: 567 |
| 24. März |                       |         |                    | Racecourse Ground, Wrexham Zuschauer: 567 |

| 25. März | Keighley Cougars | 58 : 6 | Bradford Dudley Hill | Cougar Park, Keighley Zuschauer: 840 |
| 25. März |                  |        |                      | Cougar Park, Keighley Zuschauer: 840 |

| 25. März | Featherstone Rovers | 86 : 12 | Hunslet Old Boys | Post Office Road, Featherstone Zuschauer: 785 |
| 25. März |                     |         |                  | Post Office Road, Featherstone Zuschauer: 785 |

| 25. März | Hunslet Hawks | 34 : 14 | Royal Navy | South Leeds Stadium, Leeds Zuschauer: 302 |
| 25. März |               |         |            | South Leeds Stadium, Leeds Zuschauer: 302 |

| 25. März | Swinton Lions | 66 : 0 | Siddal | Leigh Sports Village, Leigh Zuschauer: 404 |
| 25. März |               |        |        | Leigh Sports Village, Leigh Zuschauer: 404 |

| 25. März | Barrow Raiders | 32 : 22 | Lézignan Sangliers | Craven Park, Barrow Zuschauer: 1.340 |
| 25. März |                |         |                    | Craven Park, Barrow Zuschauer: 1.340 |

| 25. März | Dewsbury Rams | 84 : 12 | Thatto Heath Crusaders | Crown Flatt, Dewsbury Zuschauer: 606 |
| 25. März |               |         |                        | Crown Flatt, Dewsbury Zuschauer: 606 |

| 25. März | Rochdale Hornets | 48 : 20 | East Hull | Spotland Stadium, Rochdale Zuschauer: 303 |
| 25. März |                  |         |           | Spotland Stadium, Rochdale Zuschauer: 303 |

| 25. März | Halifax | 94 : 4 | Myton Warriors | The Shay, Halifax Zuschauer: 1.011 |
| 25. März |         |        |                | The Shay, Halifax Zuschauer: 1.011 |

| 25. März | Whitehaven | 52 : 6 | Hunslet Warriors | Recreation Ground, Whitehaven |
| 25. März |            |        |                  | Recreation Ground, Whitehaven |

| 25. März | Workington Town | 6 : 22 | Batley Bulldogs | Derwent Park, Workington Zuschauer: 601 |
| 25. März |                 |        |                 | Derwent Park, Workington Zuschauer: 601 |

| 25. März | York City Knights | 40 : 14 | Hull Dockers | Huntington Stadium, York Zuschauer: 346 |
| 25. März |                   |         |              | Huntington Stadium, York Zuschauer: 346 |

## Vierte Runde
Die Auslosung der vierten Runde fand am 26. März durch Andy Gregory und Lee Crooks statt. Die Spiele fanden zwischen dem 13. und dem 15. April statt.
Das Spiel zwischen den Widnes Vikings und St Helens wurde auf BBC Sport übertragen, während Sky Sports das Spiel zwischen den Featherstone Rovers und den Castleford Tigers übertrug.
| 13. April 20:00 | Leeds Rhinos   | 38 : 18 | Wakefield Trinity Wildcats | Headingley Carnegie Stadium, Leeds Zuschauer: 7.140 Schiedsrichter: Richard Silverwood |
| 13. April 20:00 | (6:12) Bericht |         |                            | Headingley Carnegie Stadium, Leeds Zuschauer: 7.140 Schiedsrichter: Richard Silverwood |

| 14. April 14:00 | Swinton Lions  | 70 : 10 | Gateshead Thunder | Leigh Sports Village, Leigh Zuschauer: 415 Schiedsrichter: Warren Turley |
| 14. April 14:00 | (34:4) Bericht |         |                   | Leigh Sports Village, Leigh Zuschauer: 415 Schiedsrichter: Warren Turley |

| 14. April 15:00 | Featherstone Rovers | 23 : 16 | Castleford Tigers | Post Office Road, Featherstone Zuschauer: 4.165 Schiedsrichter: Ben Thaler |
| 14. April 15:00 | (20:10) Bericht     |         |                   | Post Office Road, Featherstone Zuschauer: 4.165 Schiedsrichter: Ben Thaler |

| 14. April 15:00 | South Wales Scorpions | 28 : 84 | Halifax | The Gnoll, Neath Zuschauer: 879 Schiedsrichter: Robert Hicks |
| 14. April 15:00 | (12:36) Bericht       |         |         | The Gnoll, Neath Zuschauer: 879 Schiedsrichter: Robert Hicks |

| 14. April 17:30 | Widnes Vikings  | 38 : 40 | St Helens | Halton Stadium, Widnes Zuschauer: 3.069 Schiedsrichter: James Child |
| 14. April 17:30 | (10:28) Bericht |         |           | Halton Stadium, Widnes Zuschauer: 3.069 Schiedsrichter: James Child |

| 15. April 14:00 | Warrington Wolves | 44 : 18 | Keighley Cougars | Lawkholme Lane, Bradford Zuschauer: 2.196 Schiedsrichter: Tim Roby |
| 15. April 14:00 | (22:6) Bericht    |         |                  | Lawkholme Lane, Bradford Zuschauer: 2.196 Schiedsrichter: Tim Roby |

| 15. April 14:00 | London Broncos | 72 : 4 | Dewsbury Rams | Twickenham Stoop, London Zuschauer: 652 Schiedsrichter: Matt Thomason |
| 15. April 14:00 | (32:0) Bericht |        |               | Twickenham Stoop, London Zuschauer: 652 Schiedsrichter: Matt Thomason |

| 15. April 15:00 | Bradford Bulls | 72 : 6 | Doncaster | Odsal Stadium, Bradford Zuschauer: 3.210 Schiedsrichter: Jamie Leahy |
| 15. April 15:00 | (38:6) Bericht |        |           | Odsal Stadium, Bradford Zuschauer: 3.210 Schiedsrichter: Jamie Leahy |

| 15. April 15:00 | Hull FC        | 16 : 42 | Huddersfield Giants | KC Stadium, Hull Zuschauer: 8.327 Schiedsrichter: Thierry Alibert |
| 15. April 15:00 | (14:6) Bericht |         |                     | KC Stadium, Hull Zuschauer: 8.327 Schiedsrichter: Thierry Alibert |

| 15. April 15:00 | Hull Kingston Rovers | 18 : 20 | Dragons Catalans | Craven Park, Hull Zuschauer: 4.425 Schiedsrichter: Phil Bentham |
| 15. April 15:00 | (0:20) Bericht       |         |                  | Craven Park, Hull Zuschauer: 4.425 Schiedsrichter: Phil Bentham |

| 15. April 15:00 | Hunslet Hawks  | 18 : 21 | Batley Bulldogs | John Charles Centre for Sport, Leeds Zuschauer: 664 Schiedsrichter: Gareth Hewer |
| 15. April 15:00 | (6:14) Bericht |         |                 | John Charles Centre for Sport, Leeds Zuschauer: 664 Schiedsrichter: Gareth Hewer |

| 15. April 15:00 | Leigh Centurions | 68 : 18 | Rochdale Hornets | Leigh Sports Village, Leigh Zuschauer: 1.229 Schiedsrichter: Chris Leatherbarrow |
| 15. April 15:00 | (26:16) Bericht  |         |                  | Leigh Sports Village, Leigh Zuschauer: 1.229 Schiedsrichter: Chris Leatherbarrow |

| 15. April 15:00 | Oldham Roughyeds | 26 : 14 | Barrow Raiders | Whitebank Stadium, Oldham Zuschauer: 773 Schiedsrichter: Dave Merrick |
| 15. April 15:00 | (6:14) Bericht   |         |                | Whitebank Stadium, Oldham Zuschauer: 773 Schiedsrichter: Dave Merrick |

| 15. April 15:00 | Whitehaven     | 18 : 58 | Salford City Reds | Recreation Ground, Whitehaven Zuschauer: 751 Schiedsrichter: Steve Ganson |
| 15. April 15:00 | (6:34) Bericht |         |                   | Recreation Ground, Whitehaven Zuschauer: 751 Schiedsrichter: Steve Ganson |

| 15. April 15:00 | Wigan Warriors | 98 : 4 | North Wales Crusaders | DW Stadium, Wigan Zuschauer: 4.198 Schiedsrichter: George Stokes |
| 15. April 15:00 | (48:0) Bericht |        |                       | DW Stadium, Wigan Zuschauer: 4.198 Schiedsrichter: George Stokes |

| 15. April 15:00 | York City Knights | 12 : 50 | Sheffield Eagles | Huntington Stadium, York Zuschauer: 551 Schiedsrichter: Ronnie Laughton |
| 15. April 15:00 | (0:18) Bericht    |         |                  | Huntington Stadium, York Zuschauer: 551 Schiedsrichter: Ronnie Laughton |

## Fünfte Runde
Die Auslosung der vierten Runde fand am 16. April durch Johanna Jackson und Louis Speight statt. Die Spiele fanden zwischen dem 27. und 29. April statt.
Das Spiel zwischen den Warrington Wolves und den Bradford Bulls wurde auf BBC Sport übertragen, während Sky Sports das Spiel zwischen den Featherstone Rovers und den Wigan Warriors übertrug.
| 27. April 20:00 | Featherstone Rovers | 16 : 32 | Wigan Warriors | Post Office Road, Featherstone Zuschauer: 4.082 Schiedsrichter: Richard Silverwood |
| 27. April 20:00 | (12:16) Bericht     |         |                | Post Office Road, Featherstone Zuschauer: 4.082 Schiedsrichter: Richard Silverwood |

| 27. April 20:00 | St Helens      | 76 : 0 | Oldham Roughyeds | Langtree Park, St Helens Zuschauer: 5.746 Schiedsrichter: George Stokes |
| 27. April 20:00 | (38:0) Bericht |        |                  | Langtree Park, St Helens Zuschauer: 5.746 Schiedsrichter: George Stokes |

| 28. April 14:30 | Warrington Wolves | 32 : 16 | Bradford Bulls | Halliwell Jones Stadium, Warrington Zuschauer: 5.505 Schiedsrichter: James Child |
| 28. April 14:30 | (16:6) Bericht    |         |                | Halliwell Jones Stadium, Warrington Zuschauer: 5.505 Schiedsrichter: James Child |

| 28. April 17:30 | Dragons Catalans | 68 : 6 | Sheffield Eagles | Stade Gilbert Brutus, Perpignan Zuschauer: 3.102 Schiedsrichter: Robert Hicks |
| 28. April 17:30 | (26:0) Bericht   |        |                  | Stade Gilbert Brutus, Perpignan Zuschauer: 3.102 Schiedsrichter: Robert Hicks |

| 29. April 14:00 | Leigh Centurions | 19 : 18 | Halifax | Leigh Sports Village, Leigh Zuschauer: 2.182 Schiedsrichter: Phil Bentham |
| 29. April 14:00 | (6:16) Bericht   |         |         | Leigh Sports Village, Leigh Zuschauer: 2.182 Schiedsrichter: Phil Bentham |

| 29. April 14:00 | Batley Bulldogs | 16 : 22 | London Broncos | Mount Pleasant, Batley Zuschauer: 1.025 Schiedsrichter: Thierry Alibert |
| 29. April 14:00 | (12:16) Bericht |         |                | Mount Pleasant, Batley Zuschauer: 1.025 Schiedsrichter: Thierry Alibert |

| 29. April 15:00 | Huddersfield Giants | 52 : 0 | Swinton Lions | John Smith’s Stadium, Huddersfield Zuschauer: 2.617 Schiedsrichter: Tim Roby |
| 29. April 15:00 | (34:0) Bericht      |        |               | John Smith’s Stadium, Huddersfield Zuschauer: 2.617 Schiedsrichter: Tim Roby |

| 29. April 15:00 | Salford City Reds | 10 : 16 | Leeds Rhinos | AJ Bell Stadium, Salford Zuschauer: 4.500 Schiedsrichter: Steve Ganson |
| 29. April 15:00 | (6:6) Bericht     |         |              | AJ Bell Stadium, Salford Zuschauer: 4.500 Schiedsrichter: Steve Ganson |

## Viertelfinale
Die Auslosung der Viertelfinale fand am 1. Mai statt und wurde auf BBC Radio 5 Live übertragen. Die Spiele fanden zwischen dem 11. und 13. Mai statt, zwei wurden von der BBC übertragen und die anderen zwei von Sky Sports.
| 11. Mai 20:00 | Leigh Centurions | 12 : 60 | Leeds Rhinos | Leigh Sports Village, Leigh Zuschauer: 5.290 Schiedsrichter: Ben Thaler |
| 11. Mai 20:00 | (6:24) Bericht   |         |              | Leigh Sports Village, Leigh Zuschauer: 5.290 Schiedsrichter: Ben Thaler |

| 12. Mai 14:30 | Wigan Warriors | 18 : 4 | St Helens | DW Stadium, Wigan Zuschauer: 12.864 Schiedsrichter: Richard Silverwood |
| 12. Mai 14:30 | (12:4) Bericht |        |           | DW Stadium, Wigan Zuschauer: 12.864 Schiedsrichter: Richard Silverwood |

| 13. Mai 16:00 | Dragons Catalans | 22 : 32 | Warrington Wolves | Stade Gilbert Brutus, Perpignan Zuschauer: 7.476 Schiedsrichter: Steve Ganson |
| 13. Mai 16:00 | (6:20) Bericht   |         |                   | Stade Gilbert Brutus, Perpignan Zuschauer: 7.476 Schiedsrichter: Steve Ganson |

| 13. Mai 17:00 | Huddersfield Giants | 50 : 14 | London Broncos | John Smith’s Stadium, Huddersfield Zuschauer: 2.574 Schiedsrichter: James Child |
| 13. Mai 17:00 | (22:8) Bericht      |         |                | John Smith’s Stadium, Huddersfield Zuschauer: 2.574 Schiedsrichter: James Child |

## Halbfinale
Die Auslosung der Halbfinale fand nach dem Spiel zwischen den Dragons Catalans und den Warrington Wolves durch Ian Millward und Brian Noble statt und wurde auf BBC Two übertragen. Die Spiele wurden beide von der BBC übertragen.
| 14. Juli 17:30 | Leeds Rhinos    | 39 : 28 | Wigan Warriors | John Smith’s Stadium, Huddersfield Zuschauer: 12.860 Schiedsrichter: Ben Thaler |
| 14. Juli 17:30 | (30:20) Bericht |         |                | John Smith’s Stadium, Huddersfield Zuschauer: 12.860 Schiedsrichter: Ben Thaler |

| 15. Juli 17:30 | Warrington Wolves | 33 : 6 | Huddersfield Giants | AJ Bell Stadium, Salford Zuschauer: 9.473 Schiedsrichter: Richard Silverwood |
| 15. Juli 17:30 | (18:6) Bericht    |        |                     | AJ Bell Stadium, Salford Zuschauer: 9.473 Schiedsrichter: Richard Silverwood |

## Finale
Das Finale wurde auf BBC One übertragen. Die Warrington Wolves gewannen den Challenge Cup zum dritten Mal in vier Jahren. Brett Hodgson wurde als MVP mit der Lance Todd Trophy ausgezeichnet.
| 25. August 2012 14:30 | Warrington Wolves                                                                                                | 35 : 18         | Leeds Rhinos                                                                        | Wembley Stadium, London Zuschauer: 79.180 Schiedsrichter: Richard Silverwood |
| 25. August 2012 14:30 | Versuche: Atkins, Hodgson, Monaghan, McCarthy, Riley, Waterhouse Erhöhungen: Hodgson (5/6) Dropgoals: Briers (1) | (12:10) Bericht | Versuche: Watkins (2), Kirke Erhöhungen: Sinfield (2/3) Straftritte: Sinfield (1/2) | Wembley Stadium, London Zuschauer: 79.180 Schiedsrichter: Richard Silverwood |

| 1                  | Brett Hodgson    |
| 5                  | Joel Monaghan    |
| 19                 | Stefan Ratchford |
| 4                  | Ryan Atkins      |
| 2                  | Chris Riley      |
| 6                  | Lee Briers       |
| 7                  | Richard Myler    |
| 10                 | Gareth Carvell   |
| 14                 | Mickey Higham    |
| 20                 | Chris Hill       |
| 11                 | Trent Waterhouse |
| 12                 | Ben Westwood     |
| 13                 | Ben Harrison     |
| Auswechselspieler: |                  |
| 8                  | Adrian Morley    |
| 16                 | Paul Wood        |
| 9                  | Michael Monaghan |
| 21                 | Tyrone McCarthy  |

| 4                  | Zak Hardaker         |
| 2                  | Ben Jones-Bishop     |
| 3                  | Kallum Watkins       |
| 12                 | Carl Ablett          |
| 5                  | Ryan Hall            |
| 13                 | Kevin Sinfield       |
| 25                 | Stevie Ward          |
| 8                  | Kylie Leuluai        |
| 9                  | Rob Burrow           |
| 10                 | Jamie Peacock        |
| 11                 | Jamie Jones-Buchanan |
| 15                 | Brett Delaney        |
| 16                 | Ryan Bailey          |
| Auswechselspieler: |                      |
| 20                 | Darrell Griffin      |
| 31                 | Shaun Lunt           |
| 17                 | Ian Kirke            |
| 32                 | Jimmy Keinhorst      |